# Патмос
Патмос е най-малкият от Додеканезите – група от дванайсет гръцки острова, част от Южни Споради. Площта му е 34,04 km². За него, както и за останалите (Родос, Самос, Кос и др.), е характерен средиземноморският климат. Характерни средства за препитание на жителите му са туризмът и ловът на сюнгери, както и в по-малка степен земеделието и риболовът.
Главният му град също се нарича Патмос. Най-важното в културната история на острова е изгнаничеството там на Йоан Богослов около 95 г. Според преданието именно на Патмос той е създал две съществени части от Новия Завет: едно от четирите канонични Евангелия (Евангелие от Йоан) и Откровението. На острова има пещера, където според библията Йоан е написал тези глави от Библията. На най-високата точка на Патмос – връх „Св. Илия“ – е изграден старинен манастир с богата библиотека, която според местни монаси през XVII в. е била посещавана и от български духовници.
Включен е в списъка на ЮНЕСКО на световното наследство.
- Крепостта около манастира на Св. Йоан в Патмос
- Свети Йоан на Патмос